# ジョー・ストロング
ジョセフ・ベンジャミン・ストロング（Joseph Benjamin Strong , 1962年9月9日 - ）は、アメリカ合衆国カリフォルニア州フェアフィールド出身の元プロ野球選手（投手）。右投両打。
中華職業棒球聯盟での登録名は史東。

## 経歴
カリフォルニア大学リバーサイド校在学時の1984年にはカレッジベースボールに出場。同年のMLBドラフト15巡目（全体376位）でオークランド・アスレチックスに指名され契約。同年は傘下ショートシーズンA-級のメドフォード・アスレチックスで20試合に登板し、5勝6敗・防御率3.88を記録。1985年は傘下A級のモデスト・アスレチックスで42試合登板、7勝7敗・防御率5.06。1986年はA級モデストで36試合登板、2勝2敗・防御率3.42、傘下AA級ハンツビル・スターズで6試合登板、1勝1敗・防御率5.40をそれぞれ記録。1987年1月7日に放出され、同年は登板なしに終わった。
1988年-1989年はA級レノ・シルバーソックスでのプレーを経て、1990年には台湾・中華職棒（CPBL）の第1回外国人選手ドラフトで味全ドラゴンズから1位指名を受け入団。1992年まで在籍した。
1993年2月12日にサンディエゴ・パドレスと契約し、同年は傘下アドバンスドA+級のランチョクカモンガ・クエークスで7試合登板、1勝0敗・防御率2.70、傘下AA級のウィチタ・ラングラーズで4試合登板、1勝0敗・防御率6.75、傘下AAA級のラスベガス・スターズで21試合登板、1勝3敗・防御率5.67をそれぞれ記録するも、9月2日に放出された。
1994年はアドバンスドA+級のサンバーナーディーノ・スピリットで12試合登板、2勝3敗・防御率6.71の成績を残し、1995年1月24日にシカゴ・ホワイトソックスと契約。前年の8月から同年4月にかけてMLB史上最長のストライキが実施された影響で、同年のスプリングトレーニングにオーナー側の命令で代替選手として参加。そのため、スト破りを行った報復措置としてメジャー昇格後も選手会への加入は認められなかった。スト終結日となった4月2日、ホワイトソックスから放出され、同年は独立リーグ・ウエスタン・ベースボール・リーグのサレー・グレイシアスで20試合登板、8勝9敗・防御率2.75を記録。
1996年は再び台湾に渡り、中華職棒の時報イーグルスで1年間プレーした後、34歳で一旦引退し、フォークリフトのオペレーターに転職したが、現役への未練を断ち切れず、1998年に韓国球界（KBO）の第1回外国人選手ドラフトで現代ユニコーンズから1位指名を受け、現役に復帰。
1999年2月23日にタンパベイ・デビルレイズと契約し、同年は傘下AA級のオーランド・レイズで11試合登板、1勝4敗・防御率5.68、傘下AAA級のダーラム・ブルズで6試合登板、0勝1敗・防御率7.98を記録した他、メキシカンリーグのメキシコシティ・タイガースにも在籍。シーズン終了後の10月15日にFAとなり、2000年2月1日にフロリダ・マーリンズと契約。同年の開幕も傘下AAA級のカルガリー・キャノンズで迎えたが、5月11日のアトランタ・ブレーブス戦で、同じくこの日にメジャーデビューした先発のジェイソン・グリーリの後を受けて2番手として登板。プロ入り16年目、37歳にしてメジャーデビューを果たす。これは第二次世界大戦以後のメジャーリーグでは1948年にクリーブランド・インディアンスのサチェル・ペイジが42歳、1960年にピッツバーグ・パイレーツのディオメデス・オリーボが41歳でメジャーデビューを果たしたのに次ぐ、史上3番目の年長記録となった（当時。現在は史上5位）。同年マーリンズでは18試合に登板、1勝1敗・防御率7.32の成績だった。同年10月18日にFAとなったが、11月3日にマーリンズと翌年の契約を結んでいる。
翌2001年にもマーリンズで5試合に登板、0勝0敗・防御率1.35の成績を残している。シーズン終了後の10月9日にFAとなり、この年を最後にメジャーでの登板はなかったが、2002年4月15日にミルウォーキー・ブルワーズと契約し、同年は傘下AAA級のインディアナポリス・インディアンスで15試合登板、0勝0敗・防御率4.19の成績を残す。6月2日に放出された後、独立リーグ・アトランティックリーグのブリッジポート・ブルーフィッシュで30試合に登板、7勝0敗・防御率1.04の成績を記録する。2003年はメキシカンリーグのレイノサ・ブロンコスで46試合に登板、6勝4敗・防御率2.71の成績を残し、2004年にメキシカンリーグのモンクローバ・スティーラーズで15試合登板、3勝3敗・防御率4.84、ユカタン・ライオンズで14試合登板、1勝3敗・防御率5.40の成績を残した後、アトランティックリーグのカムデン・リバーシャークスで29試合に登板、3勝0敗・防御率2.20の成績を記録したのを最後に現役を引退した。

## 詳細情報

### 年度別投手成績
| 年 度     | 球 団     | 登 板 | 先 発 | 完 投 | 完 封 | 無 四 球 | 勝 利 | 敗 戦 | セ 丨 ブ | ホ 丨 ル ド | 勝 率 | 打 者 | 投 球 回 | 被 安 打 | 被 本 塁 打 | 与 四 球 | 敬 遠 | 与 死 球 | 奪 三 振 | 暴 投 | ボ 丨 ク | 失 点 | 自 責 点 | 防 御 率 | W H I P |
| --------- | --------- | ----- | ----- | ----- | ----- | -------- | ----- | ----- | -------- | ----------- | ----- | ----- | -------- | -------- | ----------- | -------- | ----- | -------- | -------- | ----- | -------- | ----- | -------- | -------- | ------- |
| 1990      | 味全      | 33    | 25    | 18    | 5     | 0        | 16    | 7     | 3        | 0           | .696  | 888   | 216.0    | 173      | 9           | 76       | 5     | 11       | 110      | 11    | 1        | 61    | 46       | 1.92     | 1.15    |
| 1991      | 味全      | 34    | 23    | 16    | 2     | 2        | 15    | 10    | 5        | 0           | .600  | 879   | 211.1    | 198      | 8           | 64       | 4     | 4        | 116      | 8     | 0        | 74    | 63       | 2.68     | 1.24    |
| 1992      | 味全      | 32    | 26    | 16    | 1     | 1        | 12    | 12    | 2        | 0           | .500  | 922   | 217.1    | 193      | 24          | 91       | 3     | 9        | 131      | 12    | 1        | 89    | 76       | 3.15     | 1.31    |
| 1996      | 時報      | 11    | 11    | 2     | 0     | 0        | 4     | 4     | 0        | 0           | .500  | 263   | 63.0     | 57       | 8           | 26       | 1     | 1        | 28       | 2     | 1        | 29    | 28       | 4.00     | 1.32    |
| 1998      | 現代      | 53    | 0     | 0     | 0     | --       | 6     | 5     | 27       | 0           | .545  | 262   | 58.0     | 64       | 4           | 29       | 2     |          | 54       |       |          | 20    | 19       | 2.95     | 1.60    |
| 2000      | FLA       | 18    | 0     | 0     | 0     | 0        | 1     | 1     | 1        | 2           | .500  | 95    | 19.2     | 26       | 3           | 12       | 2     | 2        | 18       | 2     | 0        | 16    | 16       | 7.32     | 1.93    |
| 2001      | FLA       | 5     | 0     | 0     | 0     | 0        | 0     | 0     | 0        | 0           | .000  | 25    | 6.2      | 3        | 1           | 3        | 0     | 0        | 4        | 0     | 0        | 1     | 1        | 1.35     | 0.90    |
| MLB：2年  | MLB：2年  | 23    | 0     | 0     | 0     | 0        | 1     | 1     | 1        | 2           | .500  | 120   | 26.1     | 29       | 4           | 15       | 2     | 2        | 22       | 2     | 0        | 17    | 17       | 5.81     | 1.67    |
| CPBL：4年 | CPBL：4年 | 110   | 85    | 52    | 8     | 3        | 47    | 33    | 10       | 0           | .588  | 3164  | 707.2    | 621      | 49          | 257      | 13    | 25       | 385      | 33    | 3        | 253   | 213      | 2.71     | 1.24    |
| KBO：1年  | KBO：1年  | 53    | 0     | 0     | 0     | --       | 6     | 5     | 27       | 0           | .545  | 262   | 58.0     | 64       | 4           | 29       | 2     |          | 54       |       |          | 20    | 19       | 2.95     | 1.60    |

### 獲得タイトル・記録
CPBL
- 最多勝利：1回 （1991年）
- 最優秀防御率：1回 （1990年）
- 最多奪三振：1回 （1992年）

### 背番号
- 27 （1990年 - 1992年、1998年）
- 47 （1996年）
- 50 （2000年 - 2001年）